# Lithocarpus yongfuensis
Lithocarpus yongfuensis är en bokväxtart som beskrevs av Qing Fang Zheng. Lithocarpus yongfuensis ingår i släktet Lithocarpus och familjen bokväxter. Inga underarter finns listade.